# Антигенна система Colton

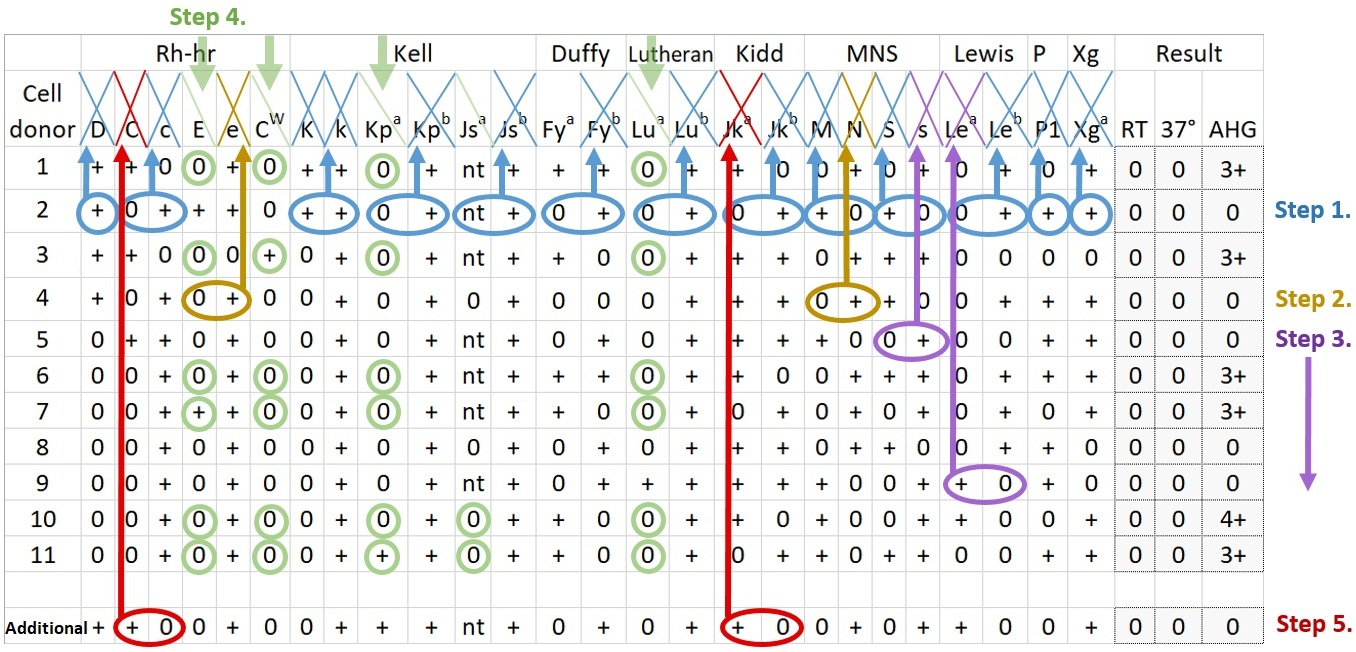
Інтерпретація панелі антитіл для виявлення антитіл пацієнта до найбільш значущих систем груп крові людини.

Антигенна система Colton (Co) присутня на мембранах еритроцитів і в канальцях нирок і допомагає визначити групу крові людини. Антиген Co знаходиться на білку, що називається аквапорин-1, який відповідає за водний гомеостаз і концентрацію сечі.
Антиген Co важливий у трансфузіології. 99,8 % людей мають алель Co(a). Особи з алелем Co(b) або в яких відсутній антиген Colton знаходяться в зоні ризику реакції на переливання крові, такої як гемолітична анемія або алоімунізація. Антитіла проти антигену Colton також можуть спричинювати гемолітичну хворобу новонароджених, при якій організм вагітної жінки створює антитіла проти крові її плоду, що призводить до руйнування клітин крові плода.